# Flaminia Simonetti
Flaminia Simonetti (* 17. Februar 1997 in Rom) ist eine italienische Fußballspielerin. Sie steht derzeit bei Inter Mailand unter Vertrag und spielte 2021 erstmals für die italienische Nationalmannschaft.

## Karriere

### Vereine
Flaminia Simonetti begann ihre Karriere 2011 bei CF Rom, ehe sie anschließend für Res Rom spielte. Im Jahr 2016 unterschrieb sie einen Vertrag beim FC Neunkirch, kehrte allerdings nach wenigen Tagen wieder zu Res Rom zurück. Ab 2018 spielte sie dann für die neu gegründete Frauenmannschaft des AS Rom. Für die Saison 2019/20 wurde sie an die SSD Empoli ausgeliehen. Nachdem sie anschließend für eine Saison an Inter Mailand ausgeliehen wurde, erhielt sie dort im Sommer 2021 einen Vertrag.

### Nationalmannschaft
Simonetti spielte zunächst für die italienische U-17-Mannschaft und U-19-Mannschaft. Am 26. November 2021 kam sie erstmals für die italienische Nationalmannschaft zum Einsatz, als sie im Spiel gegen die Schweiz für Elena Linari eingewechselt wurde. Bei der Fußball-Europameisterschaft der Frauen 2022 kam sie in allen drei Gruppenspielen zum Einsatz, wobei sie einmal eingewechselt wurde und zweimal von Beginn an spielte.

## Erfolge
- Team des Jahres der Serie A: 2022